# Paphinia
Paphinia es un género de orquídeas epifitas. Tiene 16 especies. Es nativa de Guatemala y norte de Sudamérica.

## Características
Estas especies son de tamaño mediano, epífitas con  pequeños ovoides pseudobulbos con 2 o más hojas. La mayoría de las autoridades consideran el género como raro.

## Etimología
El nombre genérico viene del griego "Paphia", el nombre de Afrodita de Chipre. 

## Especies
- Paphinia benzingii  Dodson & Neudecker (1990)
- Paphinia cristata  (Lindl.) Lindl. (1843) - especie tipo
- Paphinia dunstervillei  Dodson & Neudecker (1991)
- Paphinia grandiflora  Barb.Rodr. (1877)
- Paphinia herrerae  Dodson (1989)
- Paphinia hirtzii  Dodson (1989)
- Paphinia levyae  Garay (1999)
- Paphinia lindeniana  Rchb.f. (1887)
- Paphinia litensis  Dodson & Neudecker (1991)
- Paphinia neudeckeri  Jenny (1983)
- Paphinia posadarum  Dodson & R.Escobar9 (1993)
- Paphinia rugosa  Rchb.f. (1876)
- Paphinia seegeri  G.Gerlach (1989)
- Paphinia subclausa  Dressler (1997)
- Paphinia vermiculifera  G.Gerlach & Dressler (2003)
- Paphinia zamorae  Garay (1999)